# اسپانیا در المپیک تابستانی ۱۹۹۶
اسپانیا در بازی‌های المپیک تابستانی ۱۹۹۶ که در شهر آتلانتا برگزار شد، کاروان اسپانیا با ۲۸۹ ورزشکار در این رقابت‌ها شرکت کرد و موفق به کسب ۱۷ مدال (۵ طلا، ۶ نقره، ۶ برنز) شد. در جدول رتبه‌بندی توزیع مدال‌ها، اسپانیا در ردهٔ ۱۳ مسابقات قرار گرفت.